# Di Bonaventura Pictures
Di Bonaventure Pictures (также известная как dB Pictures) — американская кино- и телевизионная компания, основанная в 2002 году Лоренцо ди Бонавентурой, которая известна производством фильмов о Трансформерах.

## История
3 сентября 2002 года Лоренцо ди Бонавентура объявил, что покинет Warner Bros., чтобы создать свою продюсерскую компанию, и что у него есть сделка с Warner Bros. по производству художественного фильма «Константин: Повелитель тьмы», который был выпущен в 2005 году.
17 декабря 2002 года, через три месяца после создания компании, она подписала 3-летний контракт с Paramount Pictures на производство художественных фильмов.
Di Bonaventura Pictures осталась в Paramount, подписав серию трёхлетних контрактов, где она выпустила франшизу «Трансфомеры».

## Di Bonaventura Pictures Television
В июне 2011 года Ди Бонавентура вместе с Дэном Макдермоттом запустил телевизионное подразделение Di Bonaventura Pictures Television, базирующееся в ABC Studios по трехлётнему контракту.
Когда его контракт с ABC Studios не был продлён в 2014 году, он подписал контракт с Legendary Television на производство своих телешоу.

## Фильмография

### Театральные фильмы

#### 2000-е
| Год  | Название                    | Режиссёр         | Дистрибьютор                                      | Заметки |
| ---- | --------------------------- | ---------------- | ------------------------------------------------- | --- |
| 2005 | Константин: Повелитель тьмы | Фрэнсис Лоуренс  | Warner Bros. Pictures                             | совместное производство Weed Road Pictures, The Donners’ Company, Village Roadshow Pictures, Vertigo, Batfilm Productions и 3 Arts Entertainment |
| 2005 | Кровь за кровь              | Джон Синглтон    | Paramount Pictures                                | |
| 2005 | Doom                        | Анджей Бартковяк | Universal Pictures                                | совместное производство с John Wells Productions                                                                                                 |
| 2005 | Цена измены                 | Микаэль Хофстрём | The Weinstein Company / Buena Vista International | совместное производство с Miramax Films и Patalex V Productions Limited                                                                          |
| 2007 | Стрелок                     | Антуан Фукуа     | Paramount Pictures                                | |
| 2007 | 1408                        | Микаэль Хофстрём | MGM Distribution Co.                              | совместное производство с Metro-Goldwyn-Mayer, Dimension Films и The Weinstein Company                                                           |
| 2007 | Трансформеры                | Майкл Бэй        | Paramount Pictures                                | совместное производство с DreamWorks Pictures, Hasbro и Tom DeSanto/Don Murphy Productions                                                       |
| 2007 | Звёздная пыль               | Мэттью Вон       | Paramount Pictures                                | совместное производство с Ingenious Film Partners и Marv Films                                                                                   |
| 2009 | Представь себе              | Кэри Киркпатрик  | Paramount Pictures                                | совместное производство с Nickelodeon Movies |
| 2009 | Трансформеры: Месть падших  | Майкл Бэй        | Paramount Pictures                                | совместное производство с DreamWorks Pictures, Hasbro и Tom DeSanto/Don Murphy Productions                                                       |
| 2009 | Бросок кобры                | Стивен Соммерс   | Paramount Pictures                                | совместное производство с Hasbro и Spyglass Entertainment                                                                                        |

#### 2010-е
| Год  | Название                            | Режиссёр                     | Дистрибьютор                          | Заметки |
| ---- | ----------------------------------- | ---------------------------- | ------------------------------------- | --- |
| 2010 | Солт                                | Филлип Нойс                  | Sony Pictures Releasing               | совместное производство с Columbia Pictures и Relativity Media |
| 2010 | РЭД                                 | Роберт Швентке               | Summit Distribution                   | совместное производство с Summit Entertainment и DC Entertainment |
| 2011 | Трансформеры 3: Тёмная сторона Луны | Майкл Бэй                    | Paramount Pictures                    | совместное производство с Hasbro и Tom DeSanto/Don Murphy Productions |
| 2012 | Одержимая                           | Уильям Брент Белл            | Paramount Pictures                    | в титрах не указана; совместное производство с Insurge Pictures и Prototype |
| 2012 | На грани                            | Асгер Лет                    | Summit Distribution                   | совместное производство с Summit Entertainment |
| 2013 | Возвращение героя                   | Ким Чжи Ун                   | Lionsgate                             | |
| 2013 | Побочный эффект                     | Стивен Содерберг             | Open Road Films                       | совместное производство с Endgame Entertainment и FilmNation Entertainment |
| 2013 | G.I. Joe: Бросок кобры 2            | Джон Чу                      | Paramount Pictures                    | совместное производство с Metro-Goldwyn-Mayer, Skydance Productions и Hasbro |
| 2013 | РЭД 2                               | Дин Паризо                   | Lionsgate                             | совместное производство с Summit Entertainment и DC Entertainment |
| 2014 | Джек Райан: Теория хаоса            | Кеннет Брана                 | Paramount Pictures                    | совместное производство с Skydance Productions и Mace Neufeld Productions |
| 2014 | Трансформеры: Эпоха истребления     | Майкл Бэй                    | Paramount Pictures                    | совместное производство с Hasbro, Tom DeSanto/Don Murphy Productions и Ian Bryce Productions |
| 2015 | Джентльмен грабитель                | Тристан Пэттерсон            | Paragon Pictures                      | совместное производство с Killer Films, Media House Capital, Myriad Pictures и Skyscraper Films |
| 2016 | Глубоководный горизонт              | Питер Берг                   | Lionsgate                             | совместное производство с Summit Entertainment, Participant Media, Closest to the Hole Productions и Leverage Entertainment                                                                                                  |
| 2017 | Трансформеры: Последний рыцарь      | Майкл Бэй                    | Paramount Pictures                    | совместное производство с Hasbro, Tom DeSanto/Don Murphy Productions и Ian Bryce Productions |
| 2017 | Похищение                           | Луис Прието                  | Aviron Pictures                       | совместное производство с Gold Star Films, 606 Films and Lotus Entertainment, Ingenious Media, Well Go USA и Rumble Entertainment                                                                                            |
| 2017 | Секретный агент                     | Майкл Эптед                  | Lionsgate                             | совместное производство с SRA Productions, Silver Reel Pictures, Bloom, Sira Productions и Lipsync |
| 2017 | Наёмник                             | Майкл Куэста                 | Lionsgate                             | совместное производство с CBS Films и Industry Entertainment |
| 2017 | Дело храбрых                        | Джозеф Косински              | Sony Pictures Releasing               | совместное производство с Columbia Pictures, Black Label Media, Conde Nast Entertainment and Relevant Entertainment |
| 2018 | Кукловод: Самый маленький рейх      | Сонни Лагуна и Томми Виклунд | RLJE Films                            | в титрах не указана; совместное производство с Buffalo 8 Productions, Cinestate, Fangoria, Ghost Horse и Zero Trans Fat Productions                                                                                          |
| 2018 | Мег: Монстр глубины                 | Джон Тёртелтауб              | Warner Bros. Pictures                 | совместное производство с Gravity Pictures, Flagship Entertainment, Apelles Entertainment и Maeday Productions |
| 2018 | Репродукция                         | Джеффри Начманофф            | Entertainment Studios Motion Pictures | совместное производство с Riverstone Pictures, Remstar Studios, Blue Rider Productions, Company Films, Lotus Entertainment, Ocean Park Entertainment, Ingenious Media, Fundamental Films, 74850 и Global Pictures Media, LLC |
| 2018 | Бамблби                             | Трэвис Найт                  | Paramount Pictures                    | совместное производство с Allspark Pictures, Tom DeSanto/Don Murphy Productions, Ian Bryce Productions и Bay Films |
| 2019 | Кладбище домашних животных          | Кевин Колш и Деннис Уидмайер | Paramount Pictures                    | совместное производство с Room 101, Inc |

#### 2020-е
| Год  | Название                             | Режиссёр         | Дистрибьютор          | Заметки                                                                                                  |
| ---- | ------------------------------------ | ---------------- | --------------------- | --- |
| 2020 | Тайны, которые мы храним             | Юваль Адлер      | Bleecker Street       | совместное производство с AGC Studios, Fibonacci Films, Image Nation Abu Dhabi и Echo Lake Entertainment |
| 2021 | G.I. Joe: Бросок кобры. Снейк Айз    | Роберт Швентке   | Paramount Pictures    | совместное производство с Metro-Goldwyn-Mayer, Skydance Media и Entertainment One                        |
| 2023 | Крушение                             | Жан-Франсуа Рише | Lionsgate             | совместное производство с MadRiver Pictures, Olive Hill Media и G-BASE Film                              |
| 2023 | Трансформеры: Восхождение Звероботов | Стивен Кейпл мл. | Paramount Pictures    | совместное производство с Hasbro, Skydance Media, New Republic Pictures и Bay Films                      |
| 2023 | Мег 2: Бездна                        | Бен Уитли        | Warner Bros. Pictures | совместное производство с CMC Pictures, DF Pictures и Apelles Entertainment                              |

#### Предстоящие
| Год  | Название                         | Режиссёр            | Дистрибьютор            | Заметки                                                            |
| ---- | -------------------------------- | ------------------- | ----------------------- | ------------------------------------------------------------------ |
| 2024 | Мадам Паутина                    | Эс Джей Кларксон    | Sony Pictures Releasing | совместное производство с Marvel Entertainment и Columbia Pictures |
| 2024 | Трансформеры: Начало             | Джош Кули           | Paramount Pictures      | совместное производство с Paramount Animation и Entertainment One  |
| TBA  | G.I. Joe: Ever Vigilant          | Ди Джей Карузо      | Paramount Pictures      | совместное производство с Entertainment One и Skydance Media       |
| TBA  | Безымянный фильм о Трансформерах | Анхель Мануэль Сото | Paramount Pictures      | совместное производство с Entertainment One                        |
| TBA  | Гудини                           | TBA                 | Paramount Pictures      | [ 11 ]                                                             |
| TBA  | The Saint                        | Даг Лайман          | Paramount Pictures      | [ 12 ]                                                             |

### Телевидение
| Год(ы)      | Название             | Создатель                                                                            | Телеканал          | Заметка |
| ----------- | -------------------- | ------------------------------------------------------------------------------------ | ------------------ | --- |
| 2013        | Последний час        | Пол Шойринг                                                                          | ABC                | совместное производство с ABC Studios, Clickety-Clack и One Light Road Productions                                                    |
| 2016–2017   | Настоящие О’Нилы     | Джошуа Стернин Джеффри Вентимилья Разработчики: Дэвид Виндзор Кейси Джонсон          | ABC                | совместное производство с ABC Studios и Winsdor & Johnson Productions                                                                 |
| 2016–2018   | Стрелок              | основан на: романе Стивена Хантера «Снайпер» Разработчик: Джон Лавин                 | USA Network        | совместное производство с Paramount Television, Leverage Entertainment, Closest to the Hole Productions и Universal Cable Productions |
| 2021        | Наследие Юпитера     | Стивен Денайт основан на: одноимённой серии комиксов Марка Миллара и Фрэнка Куайетли | Netflix            | совместное производство с Millarworld и DeKnight Productions                                                                          |
| Предстоящие |                      |                                                                                      |                    | |
| 2024        | Новый взгляд         | Тодд А. Кесслер                                                                      | Apple TV+          | совместное производство с Apple Studios                                                                                               |
| TBA         | Спин-офф о Леди Джей | основана на серии G.I. Joe                                                           | Amazon Prime Video | Paramount Television Studios, Skydance Television, EOne Television                                                                    |

### Direct-to-video-фильмы
| Год  | Название                                | Режиссёр              | Дистрибьютор                          | Заметки |
| ---- | --------------------------------------- | --------------------- | ------------------------------------- | --- |
| 2015 | Восставшие мертвецы                     | Зэк Липовски          | Crackle                               | как Di Bonaventura Digital; совместное производство с Legendary Digital Pictures, Contradiction Films и Capcom Pictures |
| 2016 | Восставшие мертвецы: Конец игры         | Пэт Уильямс           | Crackle                               | не указана в титрах; совместное производство с Legendary Digital Pictures, DR2 Productions и Contradiction Films        |
| 2018 | Высшая сила                             | Мэттью Чарльз Санторо | Magnet Releasing                      | совместное производство с Break Media и Campfire                                                                        |
| 2019 | Doom: Аннигиляция                       | Тони Джильо           | Universal Pictures Home Entertainment | совместное производство с Battle Mountain Films и Universal 1440 Entertainment                                          |
| 2021 | Бесконечность                           | Антуан Фукуа          | Paramount+                            | совместное производство с Paramount Pictures, Closest to the Hole Productions, New Republic Pictures и Fuqua Films      |
| 2023 | Кладбище домашних животных: Кровные узы | Линдси Бир            | Paramount+                            | совместное производство с Paramount Pictures, Paramount Players и Room 101, Inc.                                        |